# Xanthia intermedia
Xanthia intermedia är en fjärilsart som beskrevs av Habich 1895. Xanthia intermedia ingår i släktet Xanthia och familjen nattflyn. Inga underarter finns listade i Catalogue of Life.